# Sony Ericsson Xperia acro
Sony Ericsson Xperia acro 是索尼愛立信生產，採用Android操作系統的智能手機，是由 Xperia Arc 修改並加入新功能，以符合日本市場獨有需求的智能手機。2011年6月24日於日本推出。
Xperia acro 由日本兩家流動網絡商NTT docomo及au by KDDI 銷售。NTT docomo 版本名為 Xperia acro SO-02C，而 au by KDDI 版本則名為 Xperia acro IS11S。Xperia acro IS11S 支援 CDMA2000。

## 規格
Xperia Acro 採用 Android 2.3 (Gingerbread) 版本操作系統，內置 1 GHz Qualcomm Snapdragon 處理器，512 MB 記憶體，microSDHC 卡插槽。854 x 480 像素，4.2 吋 Reality display 顯示屏，索尼流動 BRAVIA 引擎；810 萬像素背照式 Exmor R CMOS 感光元件，並設HDMI輸出。

## 日本獨有功能
- FeliCa/NFC (近場通訊) － 電子錢包 (おサイフケータイ) 功能
- IrDA (紅外線) － 可與現有較舊型號的功能電話交換通訊錄等資料
- 1seg － 日本流動數碼地面電視廣播、及資訊服務接收功能

## 顏色
顏色包括：
| 顏色 | 名稱     | 英語  | 備註             |
| ---- | -------- | ----- | ---------------- |
|      | 黑色     | Black |                  |
|      | 白色     | White |                  |
|      | 水藍色   | Aqua  | NTT Docomo專屬色 |
|      | 紅寶石色 | Ruby  | KDDI au專屬色    |

## 圖片

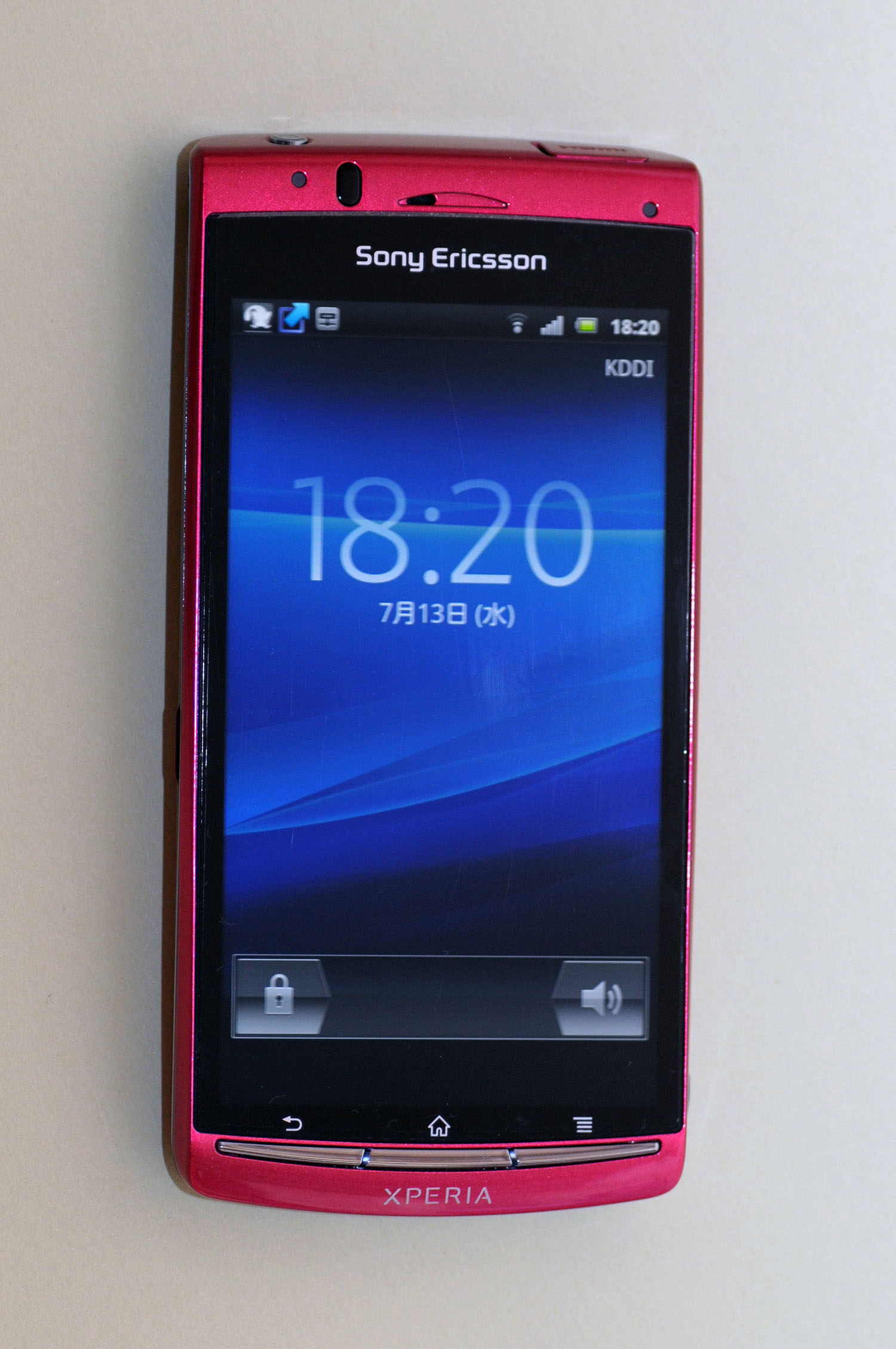
Xperia acro IS11S (au by KDDI)
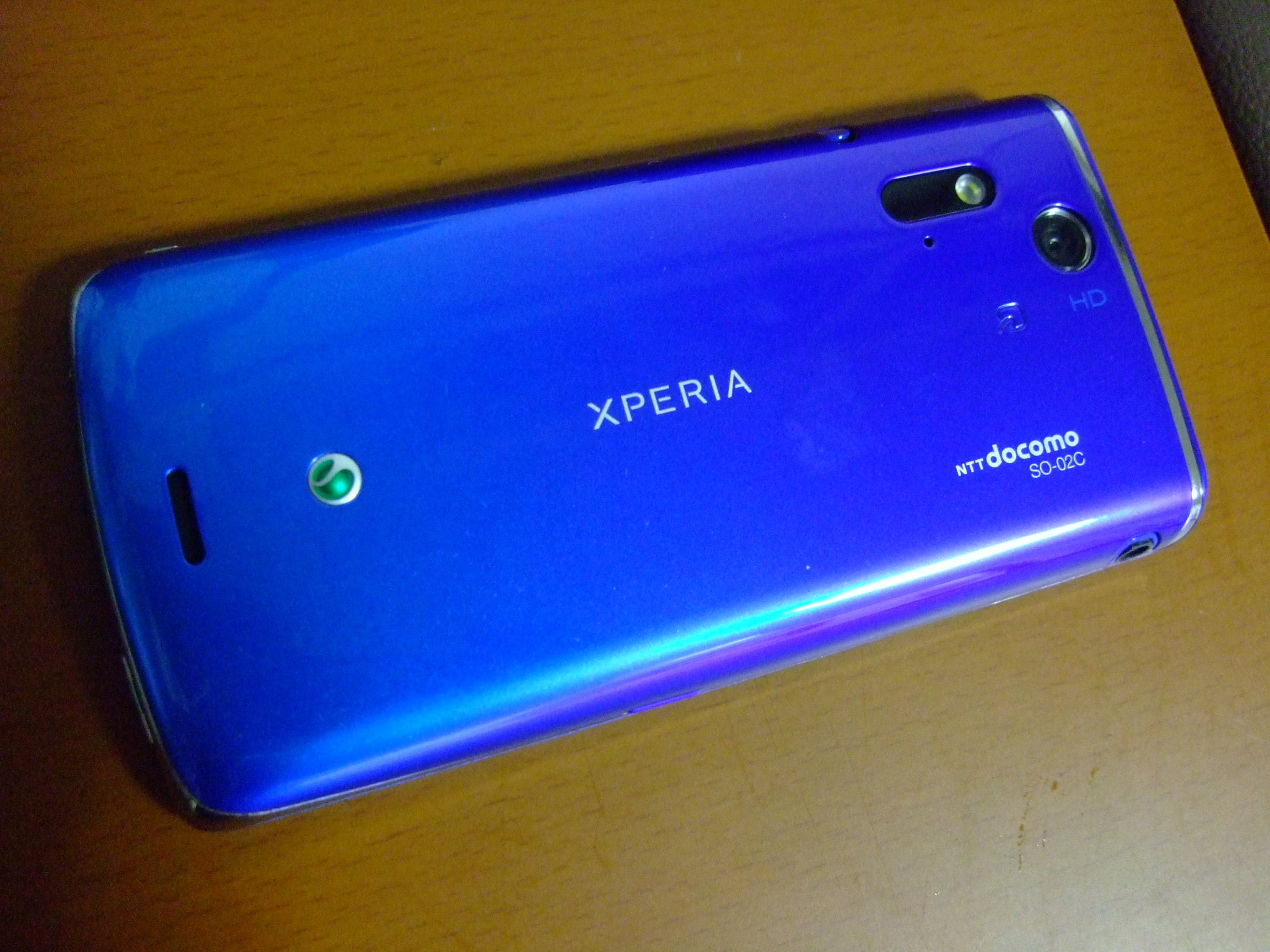
SO-02C REAR.
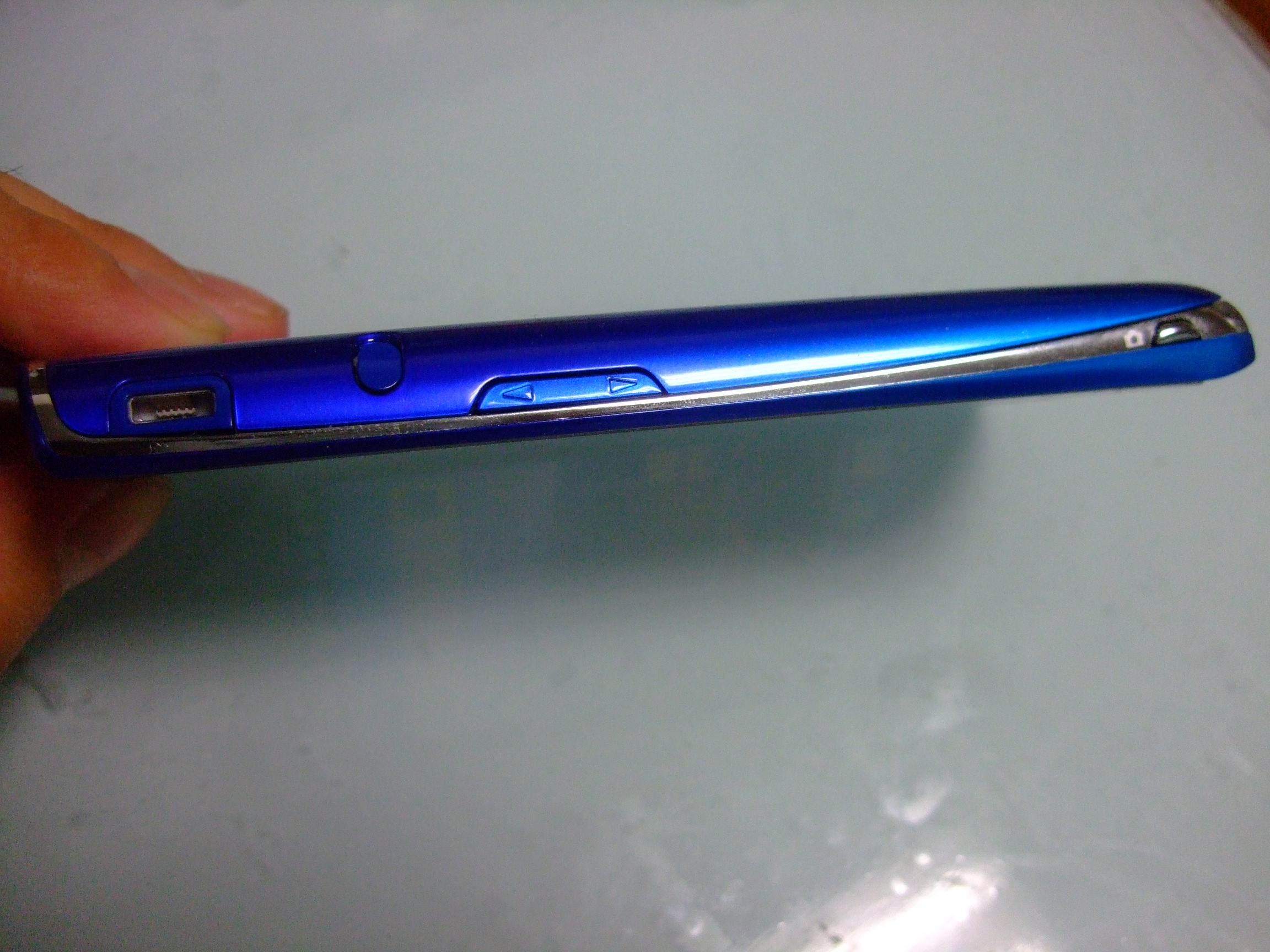
SO-02C Side.
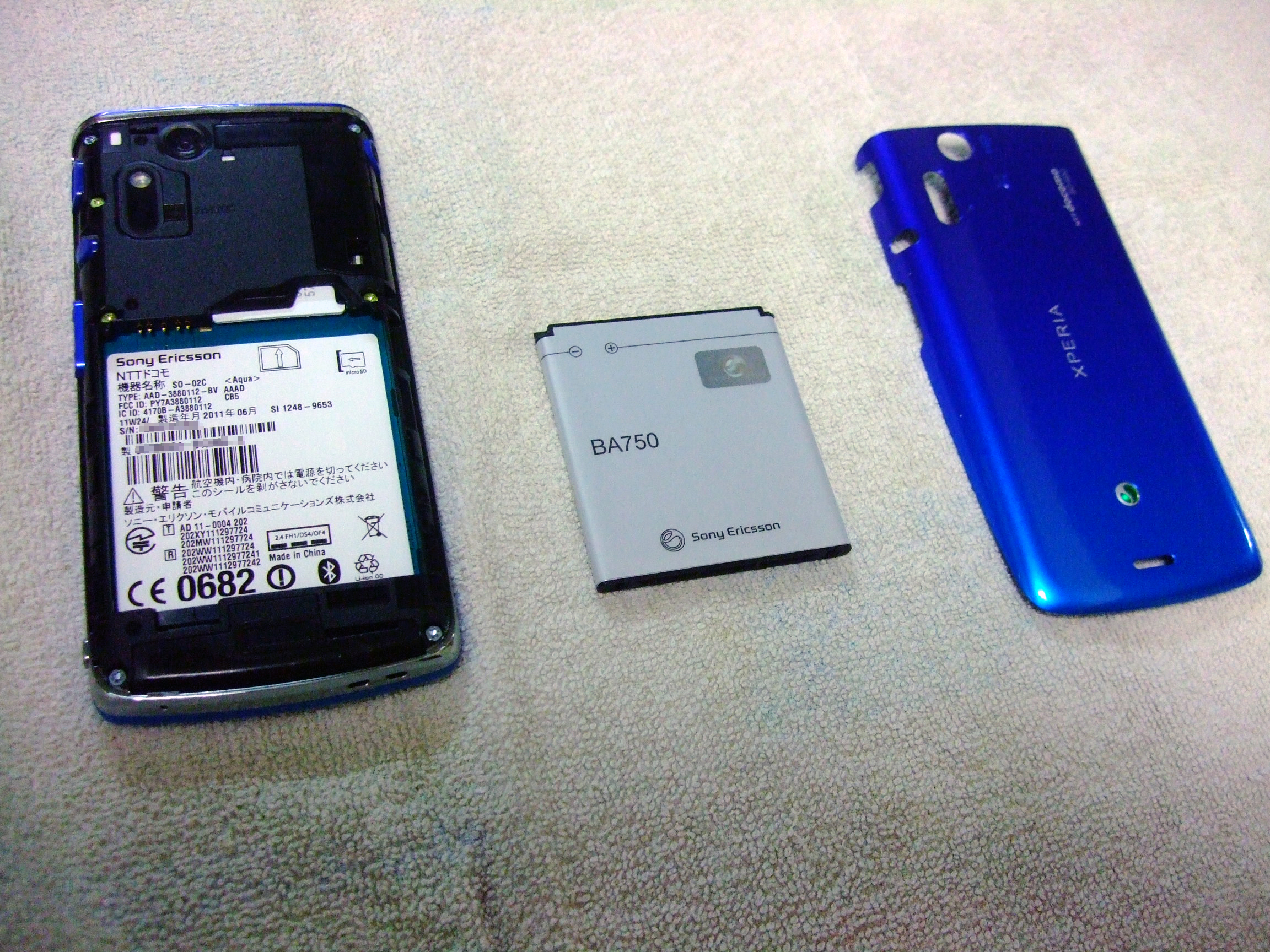
SO-02C Remove Rear.

## 外部連結
- Xperia acro SO-02C 官方網站 日文（页面存档备份，存于）（日語）
- Xperia acro SO-02C PDF 文件 － 技術資料[永久]
- Xperia acro IS11S 官方網站 日文（页面存档备份，存于）（日語）
- Xperia acro IS11S PDF 文件 － 技術資料[永久]